# Pritha dharmakumarsinhjii
Pritha dharmakumarsinhjii is een spinnensoort in de taxonomische indeling van de spleetwevers (Filistatidae).
Het dier behoort tot het geslacht Pritha. De wetenschappelijke naam van de soort werd voor het eerst geldig gepubliceerd in 1978 door Patel.